# Anita Briem
Anita Briem   (Reykjavík, 29 de maig de 1982) és una actriu islandesa. És coneguda pel seu paper de la reina Jane Seymour a la segona temporada de The Tudors, i per les seves interpretacions a La monja (2005) i de Hannah Asgeirsson a Viatge al centre de la Terra (2008).
Anita Briem és filla del bateria Gunnlaugur Briem del grup Mezzoforte i de la corista Erna Þórarinsdóttir. Va començar a actuar quan tenia nou anys al Teatre Nacional d'Islàndia. Es va traslladar a Anglaterra als setze anys i es va graduar a la Royal Academy of Dramatic Art de Londres el 2004. De petita va practicar el combat cos a cos i està entrenada en l'ús de diverses armes, inclosa l'espasa. Està casada amb l'actor i director de cinema Constantine Paraskevopoulos.